# 나비 (드라마)
《나비》는 2004년 2월 6일에 MBC에서 방영한 베스트극장이다.

## 줄거리
지원은 다섯 살 때 재욱의 손에 이끌려 현수의 가족이 된다. 지원이 성인되었을 때 재욱의 아내 정인은 남편 재욱의 옛 사랑의 딸이라는 사실이 밝혀지자 지원을 집에서 내보낸다. 지원은 현수의 친구인 성준을 만나 사랑을 하고, 현수의 곁에는 세진이 맴돌며 현수의 사랑을 기다린다. 지원과 성준의 결혼식을 바라보는 현수의 마음은 쓸쓸함으로 가득하다.
하지만 곧 성준과 이혼한 지원은 루게릭 병에 걸렸다는 진단을 받고 현수는 마지막 순간까지 지원의 곁을 지킨다. 지원의 병을 고칠 수 없다는 사실에 현수는 지원을 태우고 운전하던 중 일부러 사고를 내 함께 죽는다.

## 등장 인물

### 주요 인물
- 류수영 : 현수 역 (아역 서대한) - 정형외과 전문의
- 조윤희 : 지원 역 (아역 김소영)

### 주변 인물
- 김갑수 : 재욱 역 - 현수의 아버지
- 유지인 : 정인 역 - 현수의 어머니
- 김정학 : 성준 역 - 현수의 친구, 지원의 전남편
- 박준희 : 세진 역 - 현수의 약혼녀

### 그 외 인물
- 정한헌 : 택시기사 역
- 순동운 : 양 박사 역
- 김용희 : 상훈 역 - 현수의 친구
- 신승환 : 승환 역 - 현수의 친구
- 이중문 : 중문 역 - 현수의 친구